# Le Postillon
Pour les articles homonymes, voir Postillon (homonymie).
Le Postillon est un journal périodique satirique français indépendant, fondé en mai 2009, qui évoque et analyse la vie politique, sociale et culturelle, tout en restant attaché à l’actualité locale, en publiant des reportages et des enquêtes sur les domaines les plus divers liés à la cuvette grenobloise et occasionnellement sur d'autres secteurs géographiques du département de l'Isère, sous un œil critique, se qualifiant de « complètement indépendant ».
Son slogan est « Amour, glaires et beauté », pastichant ainsi le titre « Amour, Gloire et Beauté » d'une série américaine liée au luxe avec une référence directe à son nom, la gouttelette respiratoire,.

## Création et présentation
Le Postillon se présente comme le successeur d'un journal au même titre, publié à Grenoble entre 1885 et 1886.
Dans sa version actuelle, il est créé en mai 2009 en revendiquant « le créneau porteur et néanmoins complètement délaissé de la presse locale critique ». Les reportages et les enquêtes portent quasiment exclusivement au territoire de Grenoble-Alpes Métropole, du Pays Voironnais, mais aussi de la vallée du Grésivaudan correspondant à un bassin total d'environ 650 000 habitants[réf. nécessaire].
Selon le site du journal, cet organe de création associative n'est en aucun cas un outil de propagande pour un parti ou une organisation politique et se déclare, en conséquence, complètement indépendant. Critique du capitalisme libéral mondialisé, et afin de conserver cette indépendance, Le Postillon n'est pas financé par la publicité.
En 2016, sa distribution est estimée entre 3 000 et 3 500 exemplaires, et à un peu moins de 4500 à la fin de la décennie.
En mai 2021, son prix de vente est fixé à trois euros, puis quatre euros à l'automne 2022[réf. nécessaire].
Le Postillon est vendu uniquement sous forme papier, chez les buralistes ou dans des lieux associatifs ; parfois à la criée. Le site web n'offre qu'une présentation du journal et les archives des anciens numéros,.

## Thèmes évoqués
Selon le journaliste et essayiste Martin Brésis, le journal, à l'instar d’autres publications du même genre, n’hésite pas à dénoncer les collusions supposées entre certains élus et les médias locaux ainsi que les dérives autocratiques de ces mêmes notables en publiant de longues enquêtes sur des thèmes souvent délaissés par les autres organes de presse (économie, environnement, urbanisme). Martin Brésis cite nommément Le Postillon dans un article publié sur le site Les Inrockuptibles en 2013, en présentant quelques différents sujets traités et concernant les abus au niveau politique.
La journaliste et essayiste française Marion Messina présente, en juillet 2021, sur le site du journal Marianne, ce bimestriel comme un « journal autogéré, artisanal et 100 % local ». Elle publie, à cette occasion, une longue interview de Vincent Peyret, fondateur et rédacteur de la publication, au sujet de son ouvrage sur Éric Piolle, le maire de Grenoble réélu l'année précédente et durant laquelle, il met en avant, selon lui, les contradictions de cet élu écologiste.
Avec un positionnement technocritique, Le postillon dénonce fréquemment les technologies de l'information et de la communication en soulignant les conséquences néfastes de celles-ci tant sur le plan social, économique ou environnemental. Par exemple, en 2009 dans un contexte de sécheresse, le journal critique les fabricants de circuits intégrés qui utilisent beaucoup d'eau pour leur industrie ; alors que particuliers et agriculteurs doivent restreindre leur consommation. En 2023, dans un contexte climatique similaire et alors qu'est annoncé l'agrandissement de l'usine de STMicroelectronics, le journal publie une longue enquête au sujet de l'importante consommation d'eau supplémentaire que nécessite le projet et demande s'il faudra « cesser de faire pousser des légumes pour pouvoir graver des puces électroniques »,.

## Actions et polémiques

### Retour des cabines téléphoniques
À la suite d'un article publié dans Le Postillon durant le printemps 2021 et dénommé L'appel des cabines, le journal évoque la remise en service des cabines téléphoniques publiques. Associé au collectif l’Observatoire international pour la réinstallation des cabines téléphoniques (OIRCT) les membres du journal lancent l'idée d'une cabine téléphonique mobile et la transportent dans plusieurs endroits de Grenoble. Selon un article du journal Le Parisien, il s'agirait d'une « première mondiale »; le 25 mars 2022, cette cabine téléphonique en état de fonctionnement est inaugurée dans un parc sous les yeux de nombreux habitants et des membres du collectif.

### Plainte de Christophe Ferrari
S'estimant diffamé par le journal satirique, le président en exercice de Grenoble-Alpes Métropole, Christophe Ferrari, porte plainte et gagne son procès en première instance contre Le Postillon le 26 mai 2016.
Dans les faits, le président de la Métropole, également maire de la commune de Pont-de-Claix et sa directrice de cabinet, n'avaient pas apprécié un article du journal de décembre 2015, présenté en ces termes : « Le système Ferrari à plein régime, Pont-de-Claix entre pistons, dérapages et mauvais goût. » En seconde instance à la Cour d'appel de Grenoble, Le Postillon est condamné à une amende pénale de 2 000 euros avec sursis ainsi qu'à verser respectivement à la directrice de cabinet et au maire des sommes respectives de 1 000 € et 500 € au titre des dommages et intérêts. Le journal n'est toutefois pas condamné à publier le jugement à sa Une, ni sur son site internet.

### Plainte de l'association Emmaüs
Tout d'abord relaxé, en première instance, par la justice, à la suite de la plainte déposée par le président de l'association locale d'Emmaüs Isère le 14 mai 2019, le journal est condamné en appel en janvier 2020, la décision n'étant rendue publique qu'au mois de novembre de la même année. L'article incriminé, paru dans le numéro d'automne 2018, mettait en cause le management directorial de l'association au niveau local.

## Publications
- Pourquoi le Daubé est-il daubé, Histoire critique du Dauphiné Libéré. Le Postillon, éditions Le monde à l'envers, Grenoble, 2010.  (ISBN 978-2-9536877-1-2).
- Le vide à moitié vert - La gauche rouge-verte au pouvoir : le cas de Grenoble, février 2021  (ISBN 979-10-91772-42-6)[16].